# Achaearanea tingo
Achaearanea tingo là một loài nhện trong họ Theridiidae.
Loài này thuộc chi Achaearanea. Achaearanea tingo được Herbert Walter Levi miêu tả năm 1963.